# Dendropsophus nanus
Dendropsophus nanus é uma espécie de anura da família Hylidae.
Pode ser encontrada nos seguintes países: Argentina, Bolívia, Brasil, Paraguai, Uruguai e possivelmente em Peru.